# لوییزتاون (ایلینوی)
لوییزتاون، ایلینوی (به انگلیسی: Lewistown, Illinois) یک شهر در ایالات متحده آمریکا با جمعیت ۲٬۵۲۲ نفر است که در ایلی‌نوی واقع شده‌است.